# Red Hood/Arsenal
Red Hood/Arsenal (с англ. — «Красный колпак/Арсенал») — серия комиксов, которую в 2015—2016 годах издавала компания DC Comics.

## Синопсис
Серия повествует о приключениях Джейсона Тодда и Роя Харпера.

### Ваншоты
| Название                        | Дата выхода |
| ------------------------------- | ----------- |
| DC Sneak Peek: Red Hood/Arsenal | 6 мая 2015  |

### Выпуски
| №  | Дата выхода     | Оценка на Comic Book Roundup    | Предполагаемый объём продаж (первый месяц) |
| -- | --------------- | ------------------------------- | ------------------------------------------ |
| 1  | 10 июня 2015    | 5,8 из 10 на основе 14 рецензий | 40 071, позиция в Северной Америке — 60    |
| 2  | 8 июля 2015     | 7 из 10 на основе 4 рецензий    | 26 829, позиция в Северной Америке — 92    |
| 3  | 12 августа 2015 | 6,9 из 10 на основе 6 рецензий  | 23 841, позиция в Северной Америке — 98    |
| 4  | 9 сентября 2015 | 6,8 из 10 на основе 4 рецензий  | 22 113, позиция в Северной Америке — 99    |
| 5  | 14 октября 2015 | 5,7 из 10 на основе 4 рецензий  | 21 025, позиция в Северной Америке — 111   |
| 6  | 11 ноября 2015  | 6,3 из 10 на основе 3 рецензий  | 19 857, позиция в Северной Америке — 121   |
| 7  | 9 декабря 2015  | 6,9 из 10 на основе 6 рецензий  | 25 789, позиция в Северной Америке — 107   |
| 8  | 13 января 2016  | 4,5 из 10 на основе 3 рецензий  | 22 900, позиция в Северной Америке — 96    |
| 9  | 10 февраля 2016 | 4,7 из 10 на основе 3 рецензий  | 22 341, позиция в Северной Америке — 89    |
| 10 | 9 марта 2016    | 5,7 из 10 на основе 3 рецензий  | 17 707, позиция в Северной Америке — 116   |
| 11 | 13 апреля 2016  | 5,3 из 10 на основе 3 рецензий  | 19 711, позиция в Северной Америке — 104   |
| 12 | 11 мая 2016     | 6,2 из 10 на основе 4 рецензий  | 16 402, позиция в Северной Америке — 124   |
| 13 | 8 июня 2016     | 5,1 из 10 на основе 6 рецензий  | 16 389, позиция в Северной Америке — 136   |

### Сборники
| Название                                                   | Тип            | Дата выхода     | Собранный материал                                           | Кол-во страниц | ISBN                      | Предполагаемый объём продаж (первый месяц) |
| ---------------------------------------------------------- | -------------- | --------------- | ------------------------------------------------------------ | -------------- | ------------------------- | ------------------------------------------ |
| Red Hood/Arsenal Vol. 1: Open for Business                 | Мягкая обложка | 10 марта 2016   | Red Hood/Arsenal #1-6, Convergence: Titans #2                | 160            | 9781401261542, 140126154X | 1 952, позиция в Северной Америке — 50     |
| Red Hood/Arsenal Vol. 2: Dancing with the Devil’s Daughter | Мягкая обложка | 12 октября 2016 | Red Hood/Arsenal #7-13, Red Hood and the Outlaws: Rebirth #1 | 144            | 9781401264895, 1401264891 | 1 557, позиция в Северной Америке — 65     |

## Отзывы
На сайте Comic Book Roundup серия имеет оценку 5,9 из 10 на основе 63 рецензий. Дуг Завиша из Comic Book Resources дал первому выпуску 1 звезду с половиной из 5 и посчитал, что он «менее впечатляющий и менее запоминающийся», чем DC Sneak Peek: Red Hood/Arsenal. Пирс Лидон из Newsarama поставил дебюту 5 баллов из 10 и был разочарован сюжетом. Джордан Ричардс из AIPT назвал первый выпуск посредственным. Фабио Кастельбланко из ComicsVerse, рецензируя финал, отмечал «неинтересную сюжетную линию».